# 10 Minutes
10 Minutes – piąty singiel rumuńskiej piosenkarki Inny. Znajduje się on także jako bonus na kolejnej płycie Inny I Am the Club Rocker.
Pierwsza wersja „10 Minutes” trafiła do internetu w grudniu 2009 roku. Ostatecznie utwór został wydany 25 stycznia 2010 roku i nagrany wspólnie z rumuńską grupą Play & Win, którzy są producentami singla. Piosenka ta debiutowała na 18. miejscu w rumuńskim notowaniu Top 100. Teledysk do piosenki był kręcony w czerwcu 2010 roku.

## Tło
Utwór wyciekł do internetu 29 grudnia 2009 roku na stronę YouTube pod nazwą „Karaoke z Inną”. Piosenka zaczęła być puszczana w radiach 25 stycznia 2010. Tekst piosenki „10 Minutes” został napisany przez grupę Play & Win, która pisała już wcześniej piosenki dla Inny.

## Tabela
Po premierze „10 Minutes” piosenka weszła do rumuńskiego notowania Top 100 i rumuńskiego Airplay Chart 31 stycznia 2010. 21 lutego 2010 piosenka znalazła się w pierwszej 10 w Airplay Chart i zadebiutowała 28 lutego na miejscu 18 w rumuńskim Top 100. Tydzień później singiel znalazł się na 21 miejscu, lecz 14 marca wrócił do Top 20.

## Teledysk
Teledysk do „10 Minutes” był kręcony 9 czerwca 2010 roku w Londynie i został wyreżyserowany przez Paula Boyda. Premiera klipu miała miejsce 29 czerwca na oficjalnej stronie piosenkarki.

## Pozycje na listach
| Kraj     | Notowanie (2010) | Najwyższa pozycja |
| -------- | ---------------- | ----------------- |
| Czechy   | Airplay Chart    | 10                |
| Słowacja | Airplay Chart    | 34                |
| Rumunia  | Airplay Chart    | 3                 |
| Rosja    | Airplay Chart    | 85                |